# Покровское сельское поселение (Кировская область)
Покровское сельское поселение — муниципальное образование в составе Котельничского района Кировской области России.
Административный центр — село Покровское.

## История
Покровское сельское поселение образовано 1 января 2006 года согласно Закону Кировской области от 07.12.2004 № 284-ЗО.

## Население
| 2010 | 2012 | 2013 | 2014 | 2015 | 2016 | 2017 |
| ---- | ---- | ---- | ---- | ---- | ---- | ---- |
| 743  | ↘730 | ↗731 | ↘718 | ↗723 | ↘699 | ↘685 |
| 2018 | 2019 | 2020 | 2021 |      |      |      |
| ↘648 | ↘623 | ↘598 | ↘530 |      |      |      |

## Населённые пункты
На территории поселения находится 33 населённых пункта (население, 2010):
| - село Покровское — 511 чел.; - деревня Алексаны — 0 чел.; - деревня Архипенки — 2 чел.; - деревня Большая Подволочная — 0 чел.; - деревня Малая Подволочная — 0 чел.; - деревня Большие Коромысловы — 0 чел.; - деревня Борки — 0 чел.; - деревня Валовы — 0 чел.; - деревня Головешицы — 2 чел.; - деревня Еремеевская — 9 чел.; - деревня Жарены — 12 чел.; | - деревня Залесская — 14 чел.; - деревня Заложане — 0 чел.; - деревня Копылы — 67 чел.; - деревня Кузнецы — 5 чел.; - деревня Леушино — 1 чел.; - деревня Муха — 0 чел.; - деревня Нижняя Водская — 3 чел.; - посёлок Пармаж — 0 чел.; - деревня Патраки — 0 чел.; - деревня Петровцы — 0 чел.; - деревня Роденки — 0 чел.; | - деревня Сандаки — 11 чел.; - деревня Симинская — 0 чел.; - деревня Соловьи — 0 чел.; - деревня Черемисская — 0 чел.; - станция Черная — 63 чел.; - деревня Шахтары — 0 чел.; - деревня Шестаковы — 3 чел.; - деревня Шильниковы — 0 чел.; - деревня Широченки — 2 чел.; - кордон Щенниковский — 38 чел.; - деревня Эхтенки — 0 чел. |